# Sathonay-Village
Sathonay-Village ist eine französische Gemeinde mit 2.418 Einwohnern (Stand: 1. Januar 2022) in der Métropole de Lyon in der Region Auvergne-Rhône-Alpes. Sie gehört administrativ zum Arrondissement Lyon und war bis 2015 Teil des Kantons Rillieux-la-Pape. Die Einwohner werden Sathonards genannt.

## Geographie
Sathonay-Village liegt etwa sieben Kilometer nordnordöstlich des Stadtzentrums von Lyon. Umgeben wird Sathonay-Village von den Nachbargemeinden Cailloux-sur-Fontaines im Norden und Nordwesten, Rillieux-la-Pape im Osten und Südosten, Sathonay-Camp im Süden und Südwesten, Fontaines-sur-Saône im Südwesten sowie Fontaines-Saint-Martin im Westen.

## Geschichte
1908 wurde die Gemeinde Sathonay in die beiden eigenständigen Kommunen Sathonay-Village und Sathonay-Camp geteilt. 1858 war zuvor das militärische Areal eingerichtet worden, wobei bereits zu Beginn der 1850er Jahre eine militärische Nutzung hier stattfand.

### Bevölkerungsentwicklung
| Jahr                       | 1962 | 1968 | 1975 | 1982 | 1990 | 1999 | 2006 | 2012 |
| Einwohner                  | 547  | 505  | 675  | 1050 | 1401 | 1693 | 1849 | 2267 |
| Quellen: Cassini und INSEE |      |      |      |      |      |      |      |      |

## Sehenswürdigkeiten
- Kirche, an der Stelle der romanischen Kirche aus dem 13. Jahrhundert, von 1862 bis 1867 erbaut
- Schloss (Château de Bernis), heutiges Rathaus, 1852 erbaut